# Skoven Sogn
Skoven Sogn i Draaby Sogn er et sogn i Frederikssund Provsti (Helsingør Stift).
Skoven Kirke blev i 1897 indviet som filialkirke til Draaby Kirke (Hornsherred). Skoven blev så et kirkedistrikt i Draaby Sogn, som hørte til Horns Herred (Sjælland) i Frederiksborg Amt. Gerlev-Draaby sognekommune inkl. kirkedistriktet blev ved kommunalreformen i 1970 kernen i Jægerspris Kommune, der ved strukturreformen i 2007 indgik i Frederikssund Kommune. 
Da kirkedistrikterne blev nedlagt 1. oktober 2010, blev Skoven Kirkedistrikt udskilt som det selvstændige Skoven Sogn.
Stednavne, se Draaby Sogn.